# Vila Jardim
Vila Jardim es un barrio de la ciudad de Porto Alegre, Brasil. Fue creado por la Ley 2,022 del 7 de diciembre de 1959 y modificado por la Ley 16,112 del 2016. Se extiende al este del centro de la ciudad.